# Columbo (sezonul 6)
Sezonul 6 al serialului american de televiziune Columbo este format din 3 episoade, care au fost difuzate de postul NBC în perioada 10 octombrie 1976 – 22 mai 1977.

## Istoricul difuzării
Episoadele acestui sezon au fost difuzate inițial duminica, în intervalul 20:00-21:30 (EST⁠(d)), ca parte a emisiunii de televiziune The NBC Sunday Mystery Movie⁠(d).

## Lansare pe DVD
Episoadele sezonului 6 au fost lansate pe DVD de Universal Studios Home Entertainment⁠(d), împreună cu episoadele sezonului 7, în cadrul seriei clasice de divertisment TV Universal Classic Television.

## Episoade
| Numărul în cadrul serialului | Numărul în cadrul sezonului | Titlu                                 | Regizor             | Scenarist                                                             | Ucigaș(ă)                                | Victimă / Victime                                                                   | Data difuzării în premieră | Durată  |
| --- | --------------------------- | ------------------------------------- | ------------------- | --------------------------------------------------------------------- | ---------------------------------------- | ----------------------------------------------------------------------------------- | -------------------------- | ------- |
| 38 | 1                           | „Fade in to Murder”                   | Bernard L. Kowalski | Poveste de: Henry Garson; Scenariu de: Lou Shaw și Peter Feibleman⁠(d) | William Shatner în rolul Ward Fowler     | Lola Albright în rolul Claire Daley                                                 | 10 octombrie 1976          | 74 min. |
| Actorul egocentric Ward Fowler (William Shatner), care îl interpretează pe detectivul Lucerne într-un serial de televiziune cu frecvență săptămânală, este șantajat de producătoarea și fosta sa iubită, Claire Daley (Lola Albright), din cauza faptului că a fost un dezertor în timpul Războiului din Coreea. Pentru a scăpa de șantaj el decide să o omoare. Fowler atrage în casă un prieten pentru a urmări împreună un meci de baseball, îi toarnă un somnifer în băutură și apoi pune o casetă în aparatul video pentru a înregistra meciul, după care se duce la magazinul în care Claire făcea cumpărături în acel moment și, purtând o mască de schi pe față, simulează un jaf armat. Proprietarul magazinului este lovit și lăsat inconștient, iar Claire este jefuită de bani și împușcată mortal. Fowler aruncă masca într-un coș de gunoi și aduce înapoi arma în depozitul de obiecte de recuzită al studioului, apoi intră în pielea personajului interpretat pe ecran pentru a-l „ajuta” pe Columbo în desfășurarea anchetei. Totul pare un jaf banal care s-a încheiat întâmplător cu o crimă, dar, cu toate acestea, Columbo respinge această versiune încă de la început. Indiciu/întorsătură finală: După ce Columbo zdruncină alibiul lui Fowler, îi arată acestuia cea mai mare greșeală pe care a săvârșit-o. Nu există amprente pe arma crimei, dar Fowler și-a lăsat amprentele pe gloanțele rămase în butoiașul revolverului. Molly, secretara domnului Daley, este interpretată de Shera Danese, care s-a căsătorit ulterior cu protagonistul Peter Falk. Walter Koenig joacă rolul unui sergent de poliție. Rechinul mecanic „Bruce” din Fălci apare în film în propriul rol. |                             |                                       |                     |                                                                       |                                          |                                                                                     |                            |         |
| 39 | 2                           | „Old Fashioned Murder”                | Robert Douglas⁠(d)   | Poveste de: Lawrence Vail; Scenariu de: Peter Feibleman⁠(d)            | Joyce Van Patten⁠(d) în rolul Ruth Lytton | Peter Feibleman⁠(d) în rolul Milton Schaeffer și Tim O'Connor în rolul Edward Lytton | 28 noiembrie 1976          | 76 min. |
| Familia Lytton deține și administrează un muzeu de antichități. Ruth Lytton (Joyce Van Patten⁠(d)) și-a dedicat toată viața muzeului și nu s-a căsătorit și nu a avut copii, deși nepoata ei, Janie (Jeannie Berlin⁠(d)), îi este la fel de apropiată ca o fiică. Fratele ei, Edward (Tim O'Connor), nu este atât de dedicat afacerii de familie precum Ruth; de fapt, el plănuiește să închidă muzeul și să vândă clădirea, deoarece afacerea aduce pierderi familiei de ani de zile. Sora lor, Phyllis Brandt (Celeste Holm⁠(d)), care este mama lui Janie și, în același timp, o alcoolică înveterată, pare să fie de acord cu decizia lui Edward. Ruth concepe un plan complex în care îl atrage pe Milton Schaeffer (Peter Feibleman), un fost condamnat care lucrează ca paznic la muzeu și al cărui frate, Tim, are o relație amoroasă cu Janie. Potrivit planului, Milton urmează să fure niște artefacte din muzeu, să-și însceneze propria moarte și apoi să fugă din țară în timp ce Ruth ar urma mai târziu să încaseze banii de asigurare. Obiectivul adevărat al lui Ruth iese la iveală atunci când ea îl înșală pe Milton în timpul jafului și îl împușcă, apoi îl ucide pe Edward, care auzise împușcătura și venise să vadă ce s-a întâmplat. Ruth pune apoi arme în mâinile celor doi bărbați pentru a face să pară că s-au ucis unul pe celălalt. Atunci când își dă seama că locotenentul Columbo nu a fost păcălit se lasă păcălit de aparența jafului urmat de o dublă crimă, ea încearcă să arunce vina asupra nepoatei sale, Janie. Indiciu/întorsătură finală: Ruth plasează o cataramă antică în camera lui Janie pentru a o învinovăți, iar Janie este arestată ca suspectă de crimă. Columbo aduce catarama în celula de închisoare a lui Janie. Atunci când tânăra folosește catarama pe post de scrumieră, detectivul își dă seama că ea nu știe ce este acel obiect, așa că nu ar fi încercat să-l fure. Investigând trecutul familiei Lytton, Columbo ajunge să creadă că, cu mulți ani înainte, Ruth îl ucisese pe tatăl lui Janie, Peter Brandt, cu care urma să se căsătorească înainte ca Phyllis să îl seducă și să i-l fure. Pentru a o proteja pe Janie, care nu știe prea multe despre moartea tatălui ei și despre relațiile lui cu femeile, Ruth îl convinge pe Columbo să nu urmărească această pistă și acceptă, în schimb, să mărturisească că a săvârșit cele două crime recente. |                             |                                       |                     |                                                                       |                                          |                                                                                     |                            |         |
| 40 | 3                           | „The Bye-Bye Sky High IQ Murder Case” | Sam Wanamaker⁠(d)    | Robert Malcolm Young                                                  | Theodore Bikel în rolul Oliver Brandt    | Sorrell Booke⁠(d) în rolul Bertie Hastings                                           | 22 mai 1977                | 74 min. |
| Bertie Hastings (Sorrell Booke⁠(d)) descoperă că prietenul său, Oliver Brandt (Theodore Bikel), partener senior la o firmă de contabilitate, a deturnat bani pentru a susține stilul de viață luxos al frumoasei sale soții, Vivian (Samantha Eggar⁠(d)). Cu prilejul unei întâlniri periodice a Societății Sigma, un club privat al unor genii de tip Mensa (în care ambii sunt membri), Hastings îi spune lui Brandt că îl va demasca, în ciuda faptului că cei doi sunt prieteni încă din copilărie. Aflând aceasta, ușuraticul și egocentricul Brandt îl ucide pe Hastings cu două focuri de revolver, făcând ca totul să pară o tentativă eșuată de spargere. Locotenentul Columbo anchetează crima și descoperă particularitățile vieții geniilor. Indiciu/întorsătură finală: Columbo se folosește de inteligența și vanitatea lui Brandt, precum și de disprețul lui față de ceilalți membri ai societății, pentru a-l prinde în capcană. După ce detectivul prezintă o rezolvare ridicolă a modului în care a avut loc crima, în special a modului în care criminalul a cronometrat evenimentele, astfel încât membrii societății să audă sunetele împușcăturilor de la etajul clădirii, urmate imediat de zgomotul unui corp care cade, Brandt se simte indignat și insultat și îi arată locotenentului modul exact cum a săvârșit crima. Jamie Lee Curtis joacă un mic rol de chelneriță morocănoasă de cafenea în cea de-a treia ei apariție într-un program de televiziune. Acesta a fost ultimul episod difuzat în cadrul programului NBC Mystery Movie înainte de anularea acestuia. |                             |                                       |                     |                                                                       |                                          |                                                                                     |                            |         |